# Teatro Meridional
O Teatro Meridional é uma companhia de teatro portuguesa. Fundado em 1992, fixou-se em 2005 num antigo armazém camarário na Rua do Açúcar, em Lisboa. Em 2010, recebeu o importante Prémio Europa Novas Realidades Teatrais, da União dos Teatros da Europa.

## Descrição

### Vocação
É uma companhia portuguesa vocacionada para a itinerância, que procura nas suas montagens um estilo marcado pelo protagonismo do trabalho de interpretação do actor.[carece de fontes?] Está sedeada na zona de Marvila, em Lisboa, Portugal.

### Linha de actuação
As principais linhas de actuação artística do Teatro Meridional prendem-se com a encenação de textos originais (lançando o desafio a autores para arriscarem a escrita dramatúrgica), com a criação de novas dramaturgias baseadas em adaptações de textos não teatrais (com relevo para a ligação ao universo da lusofonia, procurando fazer da língua portuguesa um encontro com a sua própria história), com a encenação e adaptação de textos maiores da dramaturgia mundial, e com a criação de espectáculos onde a palavra não é a principal forma de comunicação cénica.[carece de fontes?]

### Itinerância
Companhia fundada em 1992, realizou até à data 73 produções, tendo já apresentado os seus trabalhos em 21 países dos 5 continentes - Angola, Argentina, Bolívia, Brasil, Cabo Verde, Chile, Colômbia, Equador, Espanha, EUA, França, Itália, Jordânia, Marrocos, México, Paraguai, Roménia, Rússia, São Tomé e Príncipe, Timor, Uruguai - para além de realizar uma itinerância anual por Portugal continental e ilhas.[carece de fontes?]

## História
O Teatro Meridional é uma Companhia portuguesa vocacionada para a itinerância que procura nas suas montagens um estilo marcado pelo protagonismo do trabalho de interpretação do ator, fazendo da construção de cada objeto cénico uma aposta de pesquisa e experimentação.
Companhia fundada em 1992 pelo actor e encenador Miguel Seabra em conjunto com dois cidadãos espanhóis e um italiano, que posteriormente deixaram de fazer parte da companhia. A primeira peça foi Ki Fatxiamu Noi Kui, uma frase italiana com erros ortográficos deliberados, correspondente à expressão portuguesa o que fazemos nós aqui? que foi distinguida em Setembro desse mesmo ano com o Prémio de Melhor Espectáculo do V FIT Casablanca (Marrocos).
No ano de 2003, o Teatro Meridional deu início ao Projeto Províncias que produziu as peças Para Além do Tejo (2003-04), Por Detrás dos Montes (2006), Por causa da muralha, nem sempre se consegue ver a Lua (2012), Ca_Minho (2019), Ilhas (2021) e Al_Gharb (2023). 
Em 2001, estreou a peça Feira dell´Arte, escrita pelo dramaturgo Mário Botequilha. Entre 2002 e 2003, apresentou a peça O relato de Alabad, um monólogo escrito e interpretado por Nuno Pino Custódio, e encenado por Miguel Seabra.
Em 2012, foi estreada a peça O Sr. Ibrahim e as Flores do Corão, da autoria de Eric-Emmanuel Schmitt, com música original ao vivo de Rui Rebelo e encenação de Miguel Seabra. Em 2018, o Teatro Meridional foi alvo de uma homenagem e responsável pela animação durante a décima edição do Festival Internacional das Artes da Língua Portuguesa, no Rio de Janeiro, tendo organizado a peça As Centenárias, o recital de poesia Elas e dois workshops. Em Setembro de 2019 organizou a peça Kiki van Beethoven, igualmente escrita por Eric-Emmanuel Schmitt. Em 3 de Dezembro de 2019, o jornal Público noticiou que no ano seguinte o Teatro Meridional iria colaborar na iniciativa Maratona Santareno, onde seriam feitas leituras de obras de Bernardo Santareno na Escola das Mulheres, no âmbito das comemorações do centenário do escritor.
Em 9 de Novembro de 2020, o jornal on-line Infocul noticiou que o Teatro Meridional iria regressar à actividade presencial em 26 de Novembro de 2020, com a peça Os Silvas, encenada por Miguel Seabra, com texto de Mário Botequilha, música de Rui Rebelo, e cenografia de Maria João Castelo. Em 7 de Novembro, o jornal Rostos informou que o 37.º Festival de Teatro do Seixal iria ser encerrado com a peça O Sr. Ibrahim e as Flores do Corão, do Teatro Meridional.

## Prémios e homenagens
Os trabalhos do Teatro Meridional já foram distinguidos 34 vezes a nível nacional e 11 a nível internacional, dos quais se releva o Prémio Europa Novas Realidades Teatrais, 2010, da União dos Teatros da Europa, que foi considerado pelo crítico do jornal Público, Tiago Bartolomeu Costa, como «o mais importante prémio de teatro que existe na Europa», elevando o «Teatro Meridional ao patamar de uma das mais importantes e influentes companhias na Europa».
Em 2012, a peça O Sr. Ibrahim e as Flores do Corão, do Teatro Meridional, recebeu o Prémio do Público do Festival de Teatro de Almada.

## Peças
| Ano     | Peça                                                   | Encenação     | Elenco                                                                | Companhia         |
| ------- | ------------------------------------------------------ | ------------- | --------------------------------------------------------------------- | ----------------- |
| 2003-04 | Para Além do Tejo                                      | Miguel Seabra |                                                                       | Teatro Meridional |
| 2006    | Por Detrás dos Montes                                  | Miguel Seabra |                                                                       | Teatro Meridional |
| 2012    | Por causa da muralha, nem sempre se consegue ver a Lua | Miguel Seabra |                                                                       | Teatro Meridional |
| 2015    | Colectividade                                          | Natália Luíza |                                                                       | Teatro Meridional |
| 2015    | Al Pantalone                                           | Miguel Seabra | Guilherme Noronha, Rui M. Silva, Sofia Correia e Vitor Alves da Silva | Teatro Meridional |
| 2016    | Contos em viagem - Macau                               | Natália Luiza | Margarida Belo Costa, Romeu Costa e Rui Rebelo                        | Teatro Meridional |
| 2020    | Ca_Minho                                               | Miguel Seabra |                                                                       | Teatro Meridional |

## Ligação externa
- Site oficial
- Facebook Oficial